# طابع فينيتا المؤقت
طابع فينيتا المؤقت (بالألمانية: Vineta-Provisorium)، هو طابع بريد ألماني طبع في 13 أبريل 1901، على متن السفينة الحربية SMS Vineta. حيث لم يكن لدى موظف البريد سوى ثلاثة طوابع من فئة فينيتا الألماني، فقسم الطوابع إلى نصفين (رقم دليل ميشيل للطوابع 55) وختمها يدويًا بعلامة "3 PF". أُرسل البريد الذي يحمل طابع فينيتا المؤقت من بيرنامبوكو إلى ألمانيا في 17 أبريل 1901. لم يُصدر سوى 600 طابع، مما جعل هذا الطابع المؤقت من أندر الطوابع في مجال جمع الطوابع الألمانية.

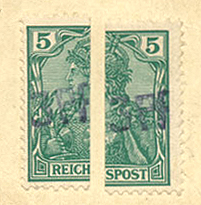
طابع فينيتا

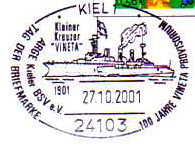
طابع غلاف اليوبيل في اليوم الأول تكريمًا للذكرى المئوية لطابع فينيتا، 2001

## حالة الطابع في فهرس الطوابع
اكتسب الطابع شهرة واسعة بعد إدراجه في دليل ميشيل كطابع عادي، ومنحهُ الرقم 67. اهتم هواة جمع الطوابع الذين طمحوا إلى جمع مجموعة كاملة من إصدارات بريد الرايخ باقتناء هذا الطابع. ومع ذلك، ولأن هواة جمع الطوابع اعتبروا الطابع طابعًا ذاتيًا، وليس إصدارًا رسميًا من بريد الرايخ، فقد تعرض الطابع رقم 67 لانتقادات شديدة، وسُحب في النهاية. ونتيجةً لذلك، انخفضت أسعار الطابع. ولندرة الطابع وغلاء ثمنهِ حصل تزوير للطابع.

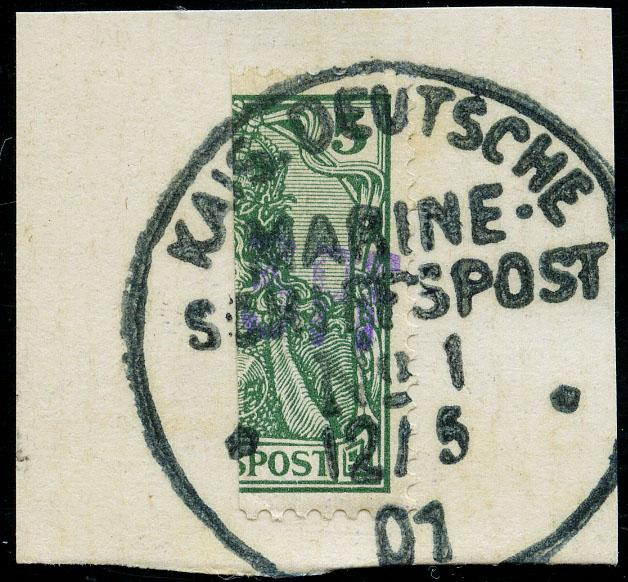
طابع فينيتا المزيف

يُثير إصدار فينيتا المؤقت جدلاً واسعاً في مجال جمع الطوابع. إذ يعتبره الكثيرون مُصنّعاً وليس قطعةً ثمينة. ومع ذلك، فهو نادرٌ ومطلوب. ومن النقاط المثيرة للجدل أن دليل ميشيل للطوابع، وهو فهرس الطوابع الرائد، قد خصص لهذا الإصدار المؤقت رقم فهرس خاص بهِ لإصدارات "الإمبراطورية الألمانية"، على الرغم من أن هذا الرقم في الواقع مخصصٌ فقط للطوابع المُعتمدة رسمياً. لذلك، بين فهارس ميشيل لعامي 1999 و2003/2004، جُرّد إصدار فينيتا المؤقت من رقمه الرئيسي 67 وصُنّف كإصدارٍ مُتغيِّر (A I). ومنذ ذلك الحين، انخفضت عائدات المزاد أيضاً عن التوقعات الأصلية والأسعار الأولية. في نوفمبر 2009، بِيعَ الطابع في مزادٍ بمبلغ 3000 يورو، بينما كانت قيمته في فهرس المزاد آنذاك 10000 يورو.
يُثير تصنيف الطابع ضمن مجموعة "الإمبراطورية الألمانية" جدلاً واسعاً بين هواة جمع الطوابع، إذ يعتقد البعض أنهُ ينتمي إلى مجموعة "مكاتب البريد والمستعمرات الألمانية في الخارج" أو "بريد السفن الألمانية في الخارج".
بيعت النسخة الوحيدة المعروفة ذات الطباعة المقلوبة بمبلغ 75,000 فرنك سويسري في مزاد أقامته دار كورينفيلا للمزادات في زيورخ في 6 يونيو/حزيران 2002، بينما بيعت النسخ "العادية" التي بيعت في المزاد نفسه بمبلغ يتراوح بين 5,000 و17,000 فرنك سويسري.

## اقرأ ايضاً
- Michel Deutschland Spezial 1997, Schwaneberger Verlag, (ردمك 3-87858-129-7), page 225.

## روابط خارجية
- معلومات عن فينيتا وظروف الإصدار المؤقت باللغة الألمانية